# Sav-bázis elméletek

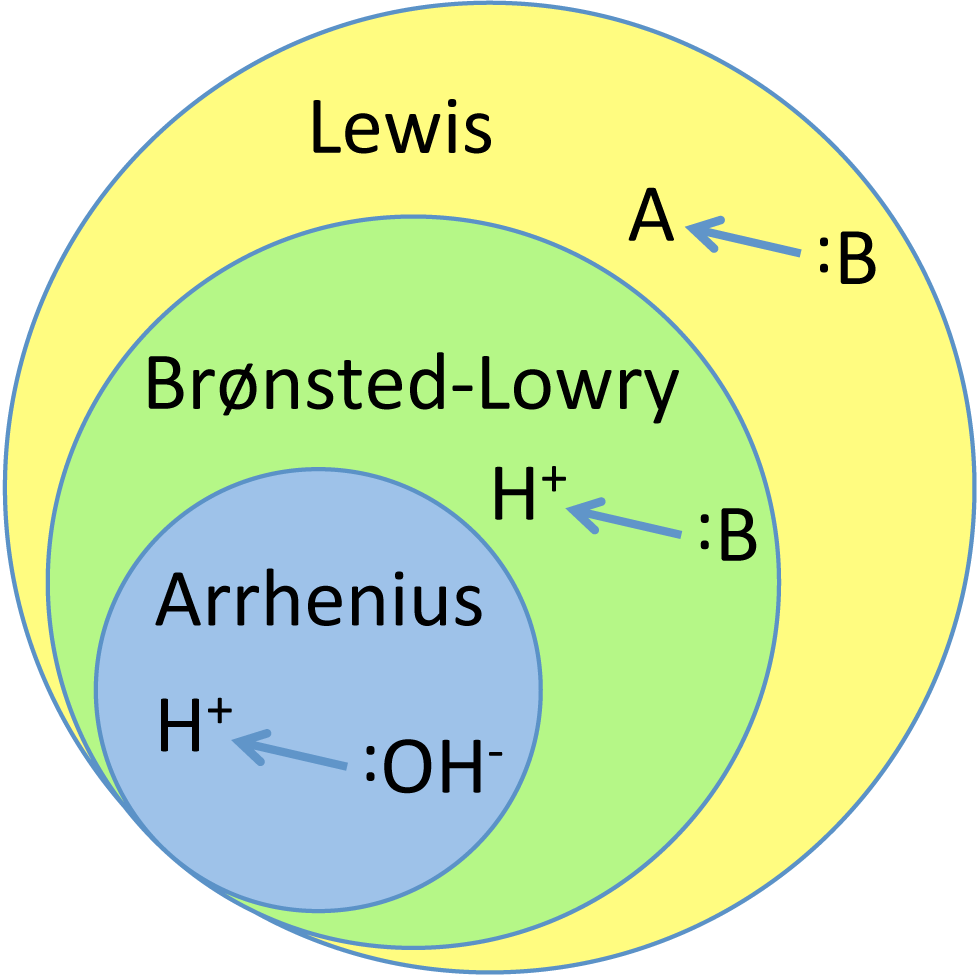
A három legnépszerűbb sav-bázis elmélet hierarchiája

A sav-bázis elméletek a savasság és lúgosság kialakulására, hatásmechanizmusára vonatkozó magyarázatok.

## Arrhenius–Ostwald-féle
Svante Arrhenius 1883-ban megjelent doktori disszertációjában ismertette elméletét. Kortársai egy része fenntartással fogadta az oldatokban létező ionokba vetett hitét. Wilhelm Ostwald, a rigai egyetem professzora volt az, aki felismerte az arrheniusi elméletben rejlő lehetőségeket, és kísérleteivel be is bizonyította azok létjogosultságát.
Az elmélet szerint a savak olyan anyagok, amelyek hidrogénionra (és anionra), a bázisok pedig hidroxidionra (és kationra) disszociálnak vizes oldatban. 
A sav-bázis reakciók lényege a bázisok hidroxidionjainak (OH−) és a savak hidrogénionjainak (H+) vízképzési reakciója:
H+ + OH− ⇌ H2O
Az erős és gyenge savak – ugyanígy az erős és gyenge bázisok – között csak a disszociáció mértékében van különbség.
Arrhenius megállapította, hogy az ecetsav (CH3COOH) – mely gyenge sav – disszociációjának mértéke nő, ha azt vízzel hígítja.
CH3COOH + H2O ⇌ CH3COO− + H3O+
A fenti reakciót egyensúlyi reakcióként értelmezve könnyen belátható, hogy amennyiben nő az egyenlet bal oldalán szereplő víz mennyisége, – a tömeghatás törvényének megfelelően – a reakció „jobbra” tolódik el, vagyis az új egyensúly beállásával nő az oldatban az oxóniumionok és az acetátionok (CH3COO−) mennyisége is.

## Brønsted–Lowry-féle
Johannes Nicolaus Brønsted 1923-ban egy új sav-bázis elmélettel állt elő, melyet 1928-ban Thomas Martin Lowry továbbfejlesztett. Az elmélet egyszerű és összetett sav-bázis rendszereket különböztet meg. 
Egyszerű sav-bázis rendszer: sav az a molekula vagy ion, amely protont ad le, és bázis az amelyik protont vesz fel.
Sav → Bázis− + H+
Az elmélet magyarázatot ad oldószerekben lezajló sav-bázis reakciókra is. 
Például a sósav (HCl) vízben való oldásánál a HCl molekula tekinthető a savnak, a vízmolekula pedig a bázisnak:
HCl + H2O ⇌ H3O++ Cl−
  s1      b2        s2       b1
ahol s1-b1 és s2-b2 az összetartozó egyszerű sav-bázis párt jelöli.
Ennek az elméletnek a jelentőségét az is növeli, hogy nem csak vizes közegre, hanem más – protontartalmú – oldószeres reakciókra is alkalmazható.

## Lewis-féle sav-bázis elmélet (1938)
A Lewis-féle sav-bázis elmélet az elektronpároknak a kialakuló kötésben való eredete alapján tárgyalja a savakat és bázisokat.
Lewis szerint sav az az anyag, ami elektronpár-akceptor, vagyis elektronpár felvételére képes. A bázisok pedig elektronpár-donorok (elektronpár leadására képesek). A Lewis-elmélet a komplexkémiai reakciók megmagyarázására jól használható, a fémionok Lewis-savak, a ligandumok (amik az elektronpárt adják a datív kötésbe) pedig a Lewis-bázisok.

### A Lewis-féle sav-bázis elmélet Pearson-féle értelmezése (hard-softelmélet) (1963)
Pearson két csoportba osztotta Lewis-savakat és -bázisokat: kemény (hard) savak és bázisok, ill. lágy (soft) savak és bázisok.
A kemény savak tulajdonságai:
- Kis méret
- Nagy pozitív töltés
- Kis polarizálhatóság
- Erősen protonkedvelő részecskékhez (kemény bázisokhoz) kapcsolódik szívesen

A kemény bázisok tulajdonságai:
- Kis méret
- Nagy elektronegativitás
- Kis polarizálhatóság
- Nehezen oxidálhatóak

A lágy savak tulajdonságai:
- Nagy méret
- Kis pozitív töltés
- Nagy polarizálhatóság
- Gyengén protonkedvelő részecskékhez (lágy bázisokhoz) kapcsolódik szívesen

A lágy bázisok tulajdonságai:
- Nagy méret
- Kisebb elektronegativitás
- Nagyobb polarizálhatóság
- Könnyen oxidálhatóak

## Lux-féle sav-bázis elmélet
A Lux-féle elmélet magas hőmérsékleten (olvadékfázisban) végbemenő reakciók magyarázatát adja meg: a savak oxidion (O2−) akceptorok, míg a bázisok oxidion donorok.
Példa:
{\displaystyle \mathrm {\underbrace {\mathrm {CaO} } _{\text{bázis}}+\underbrace {\mathrm {SiO_{2}} } _{\text{sav}}\rightarrow CaSiO_{3}} }

## Usanovich-féle sav-bázis elmélet
Usanovich továbbfejlesztette a Lewis-féle elméletet, elmélete szerint a savak kationdonorok, elektron-, ill. anionakceptorok, míg a bázisok anion-, ill. elektrondonorok, és kationakceptorok.